# Los pueblos más bonitos de España
Los pueblos más bonitos de España (Eigenschreibweise: Los Pueblos Más Bonitos de España; deutsch: Die schönsten Dörfer Spaniens) ist eine spanische Vereinigung. Sie wurde 2010 zu dem Zweck gegründet, das kulturelle Erbe der dünn besiedelten und wenig industrialisierten Regionen Spaniens zu fördern und zu verbreiten.

## Vorbild und verwandte Vereinigungen
1982 wurde in Frankreich die Vereinigung Les plus beaux villages de France gegründet. Deren Erfolg führte zur Gründung ähnlicher Initiativen in einer Reihe von Ländern:
- 1994 Les Plus Beaux Villages de Wallonie[7]
- 1998 Les plus beaux villages du Québec[8]
- 2001 I borghi più belli d'Italia
- 2005 Japans schönste Dörfer[9]
- 2011 Sachsens schönste Dörfer[10]
- 2014 Russlands schönste Dörfer (Самые красивых деревень и городков России)[11]
- 2015 Die schönsten Schweizer Dörfer;[12] dort werden seither auch Dörfer in Liechtenstein aufgenommen.[13]
- 2016 Die schönsten Dörfer des Libanon[14]

2012 wurde in Gordes als Dachverband der nationalen Initiativen die Vereinigung Les plus beaux villages de la terre gegründet.

## Aufnahmekriterien

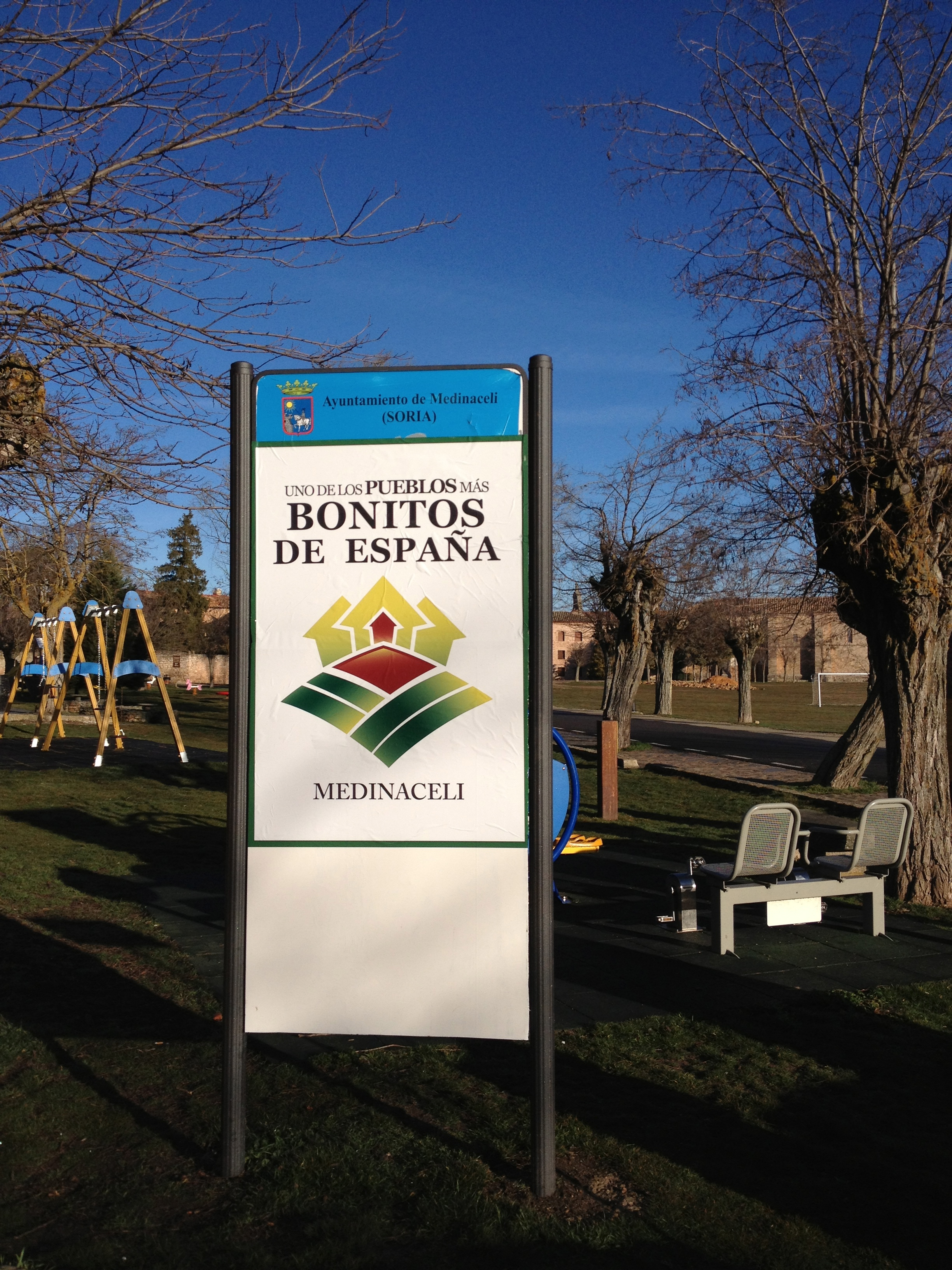
Poster in Medinaceli

### Qualitäts-Charta
Die Aufnahmekriterien sind in der Carta de calidad, der Qualitäts-Charta, festgeschrieben. Zudem regelt diese Charta im Sinne des Markenrechts die Nutzung der Marke Los pueblos más bonitos de España und ihres Logos.

### Allgemeine Kriterien
Orte in der Vereinigung ...
- dürfen nicht mehr als 15.000 Einwohner haben, Die Aufnahme-Kommission kann in besonderen Fällen 10 % zusätzlich einräumen.[18]
- müssen über ein architektonisches oder natürliches Erbe verfügen, das durch ein Dokument im Besitz der Gemeinde oder Kommune nachgewiesen ist.[18]
- dürfen keine Marke führen, die mit der Marke Los pueblos más bonitos de España verwechselt werden kann.[18] Insbesondere ist die gleichzeitige Zugehörigkeit zu Pueblos mágicos de España ausgeschlossen.[19]

### Urbane Kriterien
Gefordert sind
- Qualität des Ortsbildes in Bezug auf Zugänglichkeit, Homogenität und Umfang der Bausubstanz.[18]
- Qualität der Architektur bezüglich harmonischer Gestaltung der Gebäude, ihrer Fassaden und Dächer, ihrer Fenster und Türen sowie bezüglich harmonischer Farbgebung.[20]
- Symbolbehaftete dekorative Elemente[21] an den Gebäuden.[20]

### Politische Kriterien
Gefordert sind
- Aufwertung des öffentlichen Raums durch[20]
  - dauerhafte oder temporäre Sperre des historischen Zentrums für den Autoverkehr;
  - Bereitstellung von Parkplatz;
  - ästhetische Gestaltung von Telefon- und Stromleitungen;
  - Renovierung von Fassaden;
  - Gestaltung der Beleuchtung und der Beschilderung;
  - Gestaltung der öffentlichen Plätze;
  - Pflege von Grünflächen und Vorhandensein und Pflege von Blumen.
- Umsetzung mittels[20]
  - Ermittlung der Besucherzahlen;
  - Angeboten für Unterkunft, Verpflegung und Aktivitäten;
  - Verfügbarkeit von Geschäften sowie Handwerkern oder Dienstleistungen;
  - Beteiligung an interkommunalen Einrichtungen und Initiativen.
- Öffentlichkeitsarbeit mittels[20]
  - Einrichtung eines Informationszentrums;
  - Organisation von Führungen;
  - Herstellen von gedruckten Führern oder Broschüren;
  - Errichten von informativen und richtungweisenden Zeichen.
- Animation mittels[20]
  - Schaffen von Einrichtungen für öffentliche Veranstaltungen und Feste in geschlossenen Räumen oder im Freien;
  - Gestalten von originellen Ereignissen von hoher Qualität;
  - Gestalten von temporären oder permanenten Veranstaltungen.

## Kritik

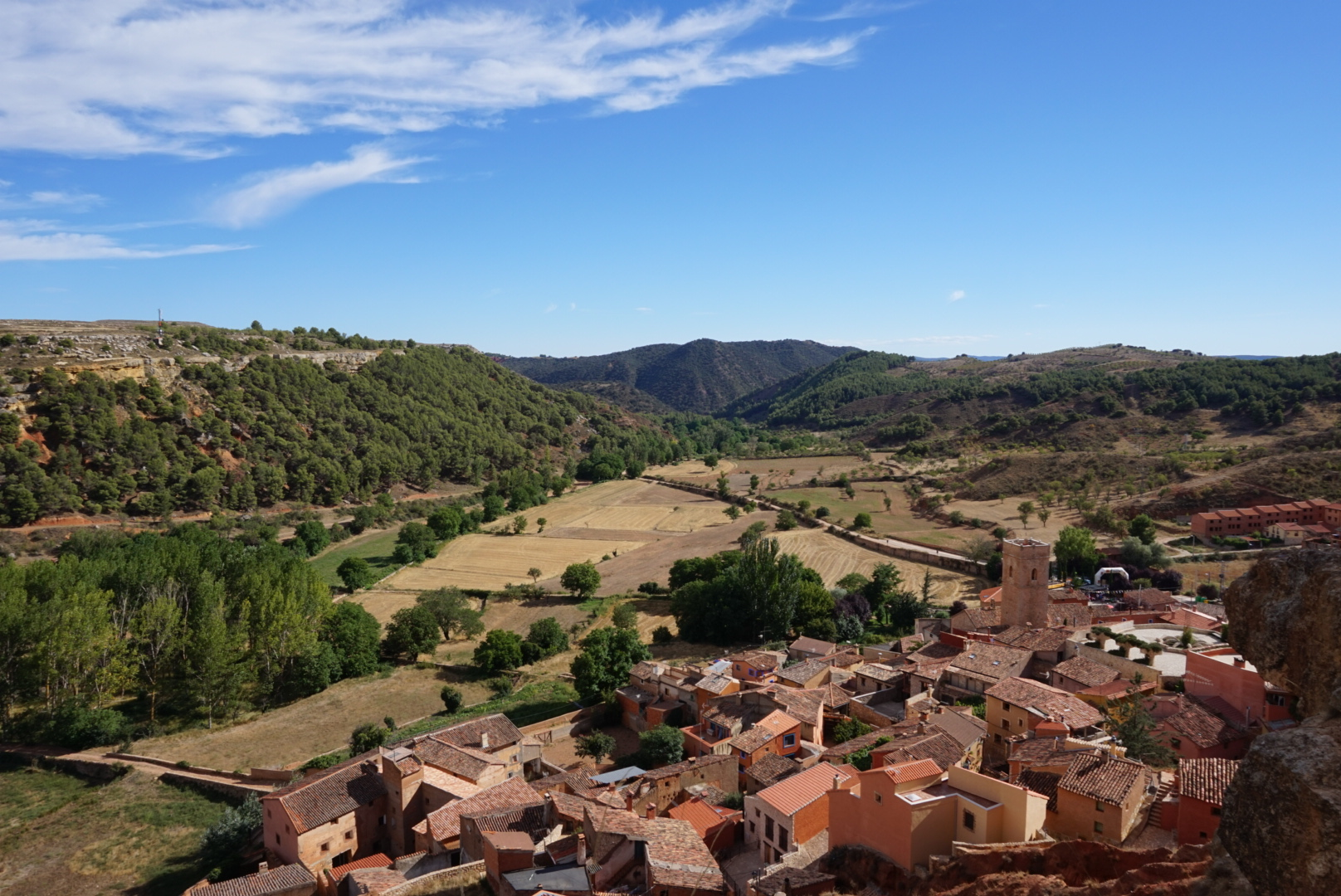
Anento

Die Initiative habe vielen entvölkerten Dörfern mediale Aufmerksamkeit beschert, sie aber nicht wiederbelebt, schrieb die Journalistin Elena Sevillano in El País. Als Beispiel nannte sie das Dorf Anento. Es habe Anfang des 21. Jahrhunderts etwas mehr als 100 Einwohner gehabt und jährlich rund 2.000 Touristen, die durch Mundpropaganda auf den Ort aufmerksam geworden seien. Bis 2023 sei die Zahl der Besucher auf 40.000 pro Jahr angestiegen, die Anzahl der Bewohner sei jedoch bei 121 verblieben.

## Beteiligte Dörfer

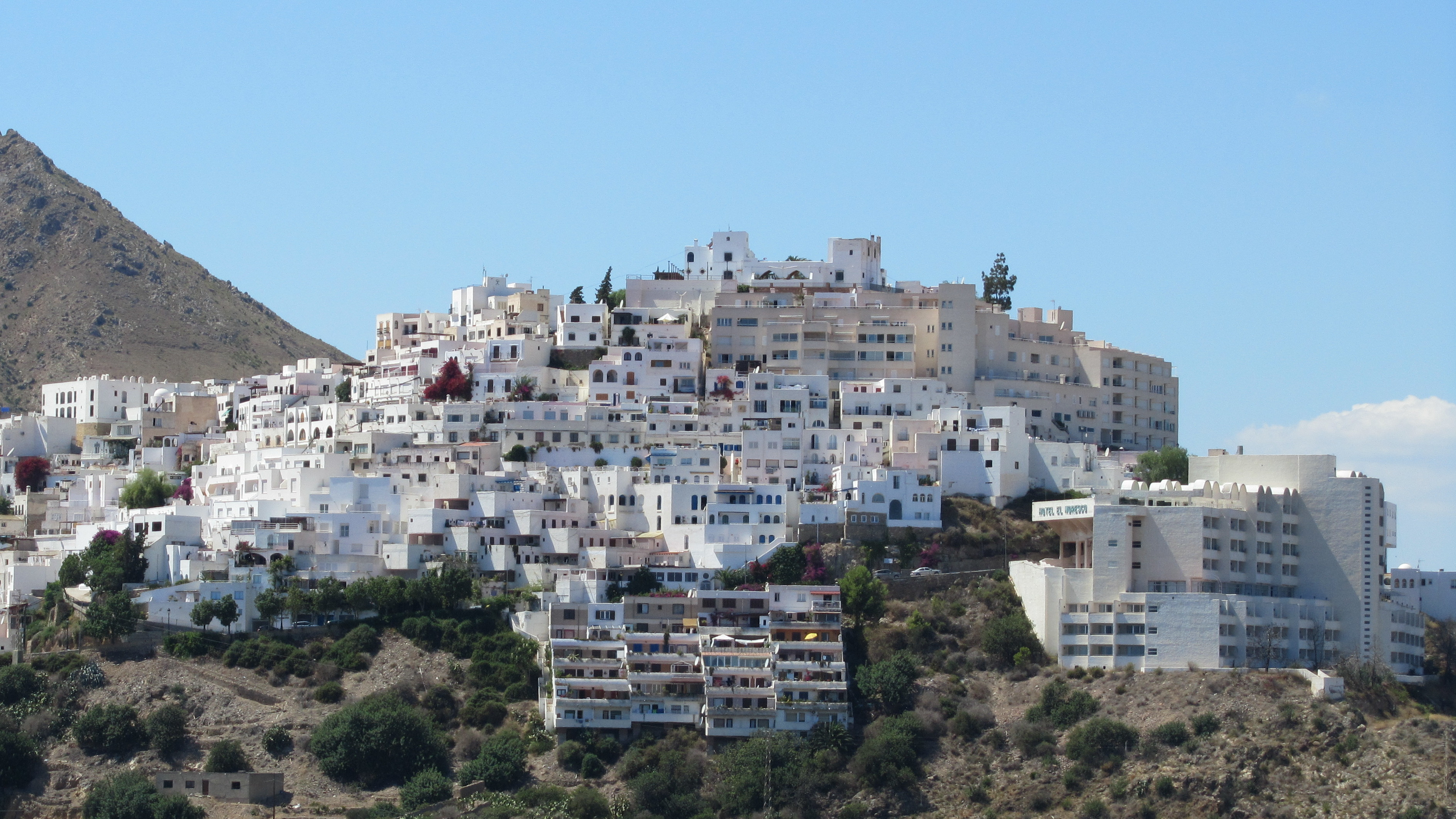
Mojácar (Almería)

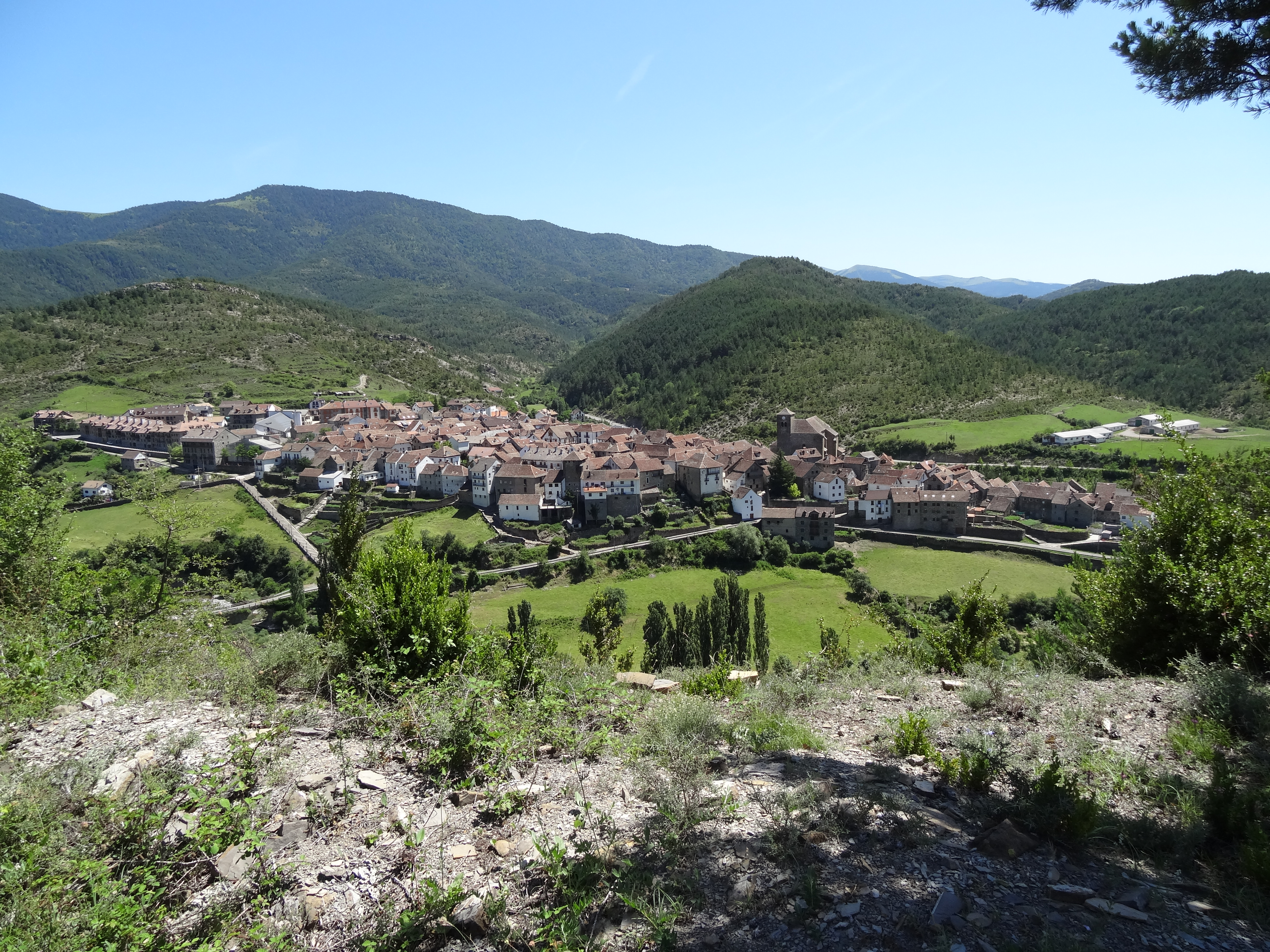
Ansó (Huesca)

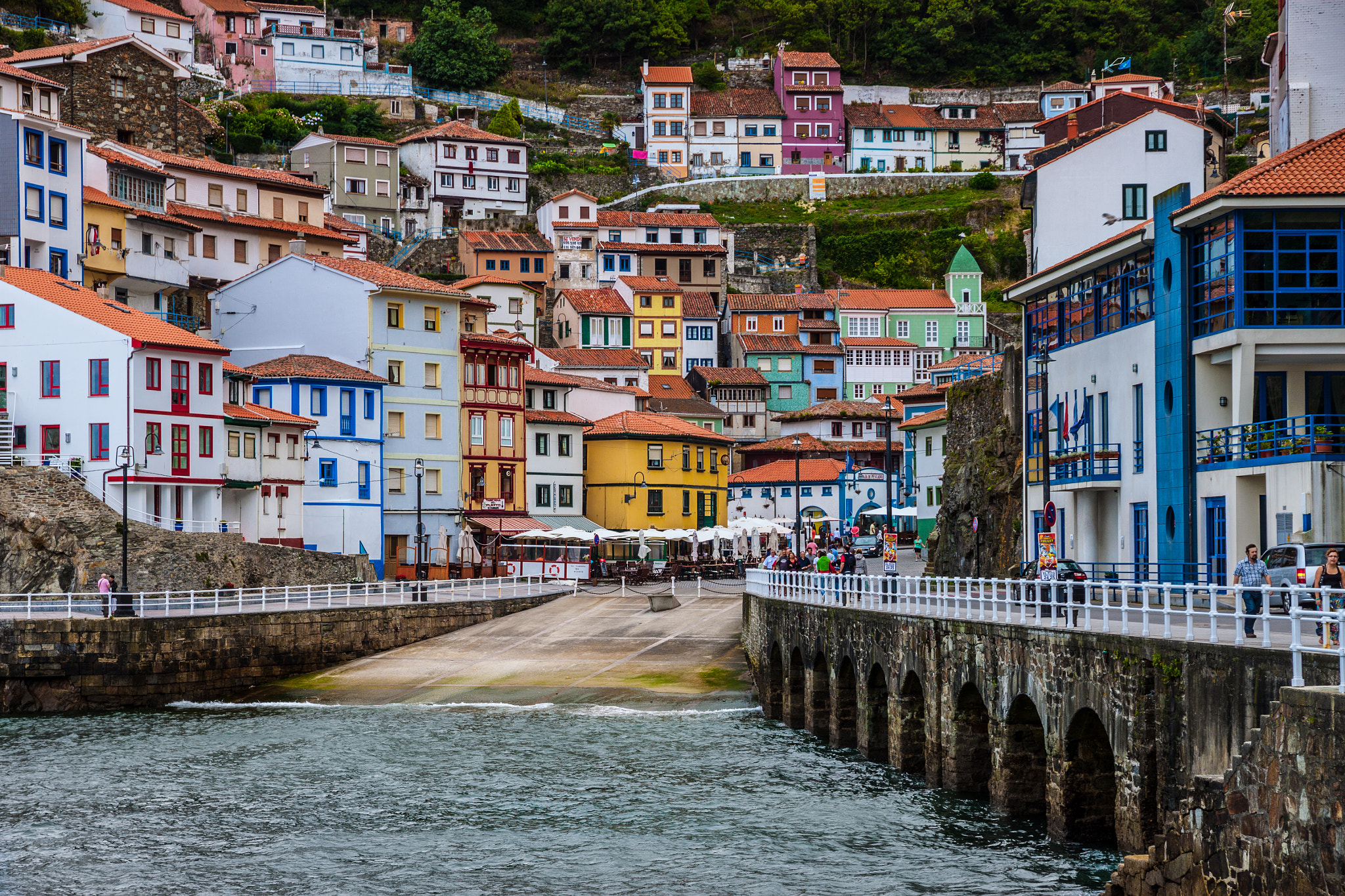
Cudillero (Asturien)

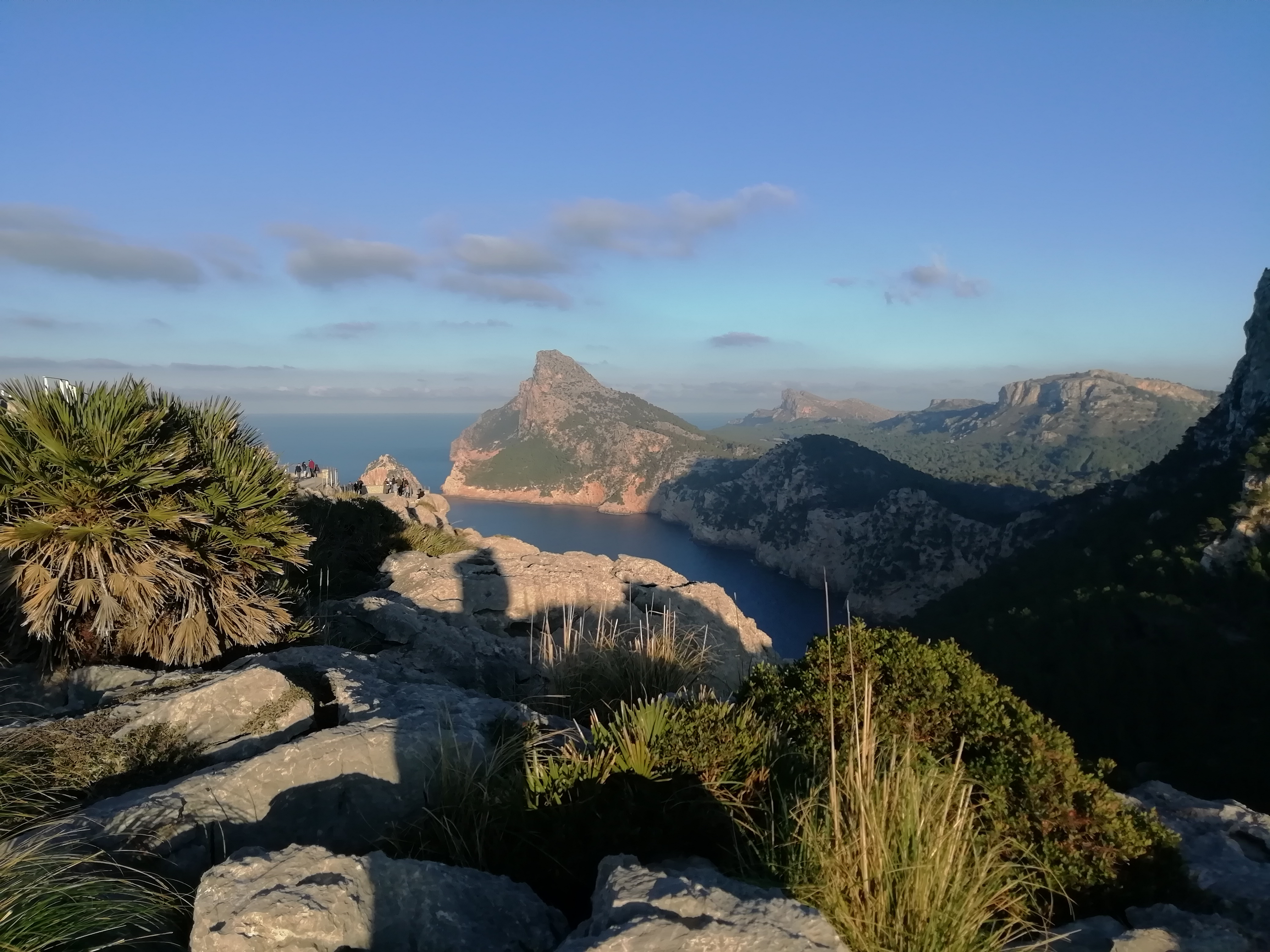
Pollensa (Baleares)

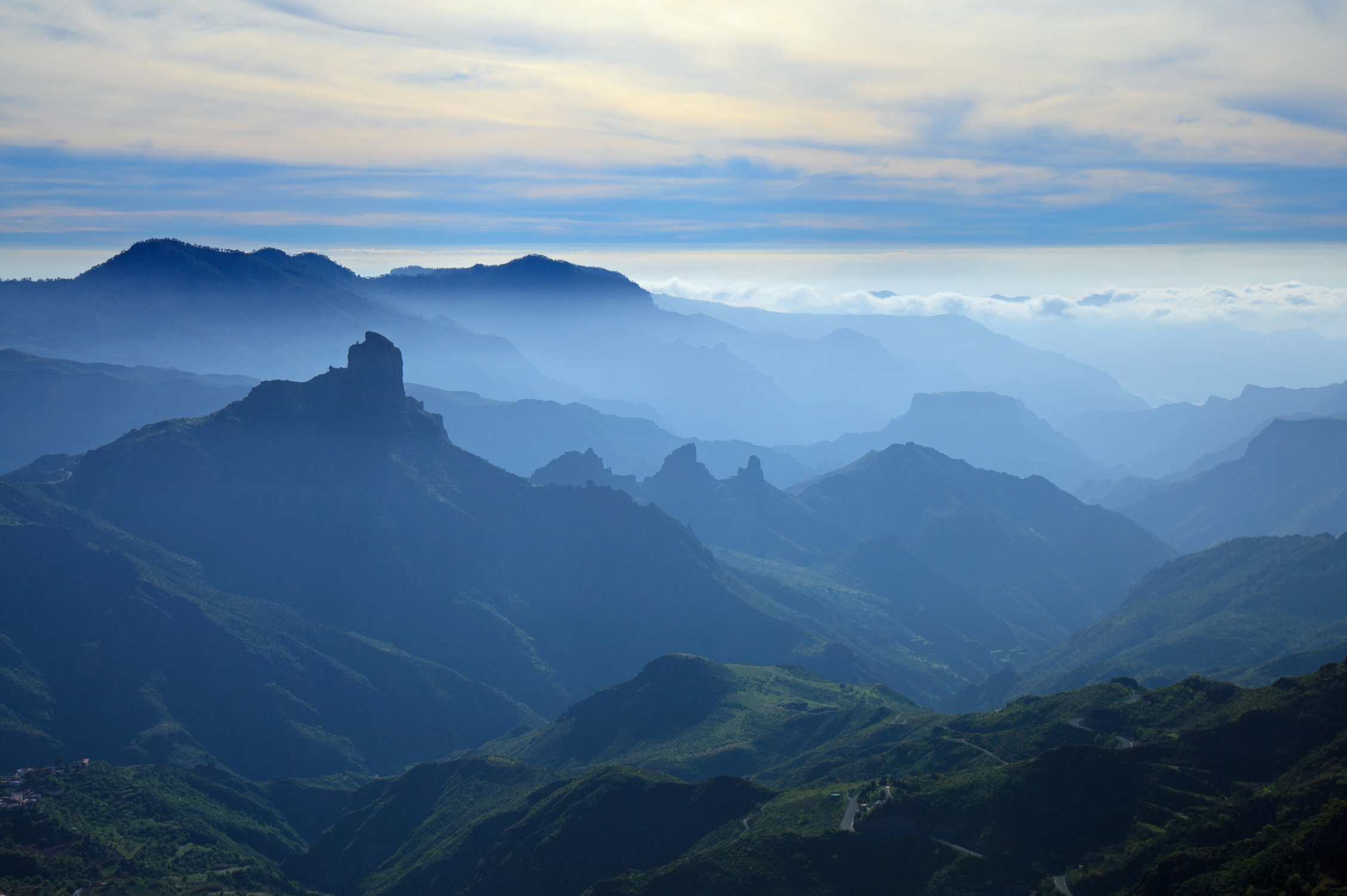
Tejeda (Gran Canaria)

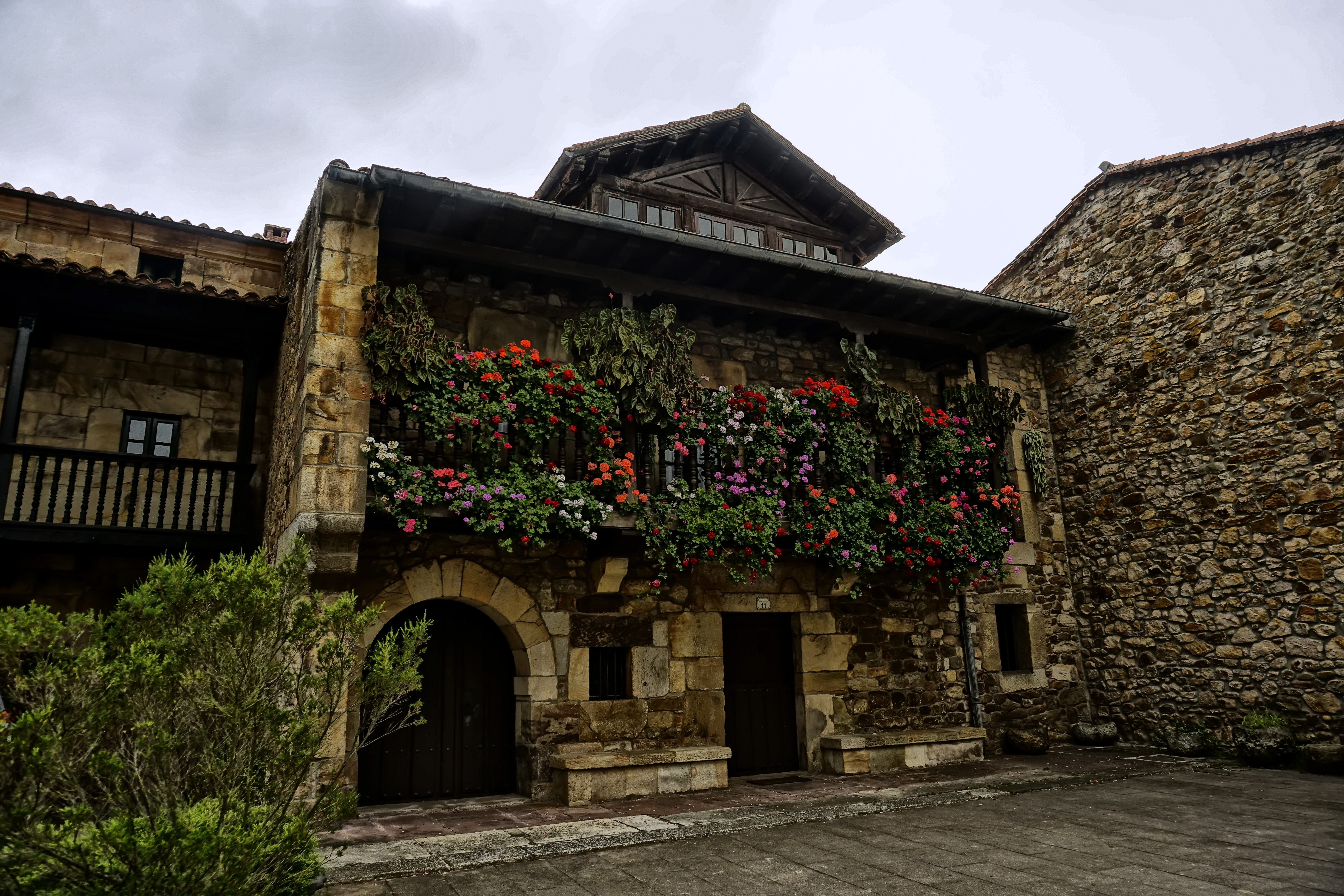
Liérganes (Kantabrien)

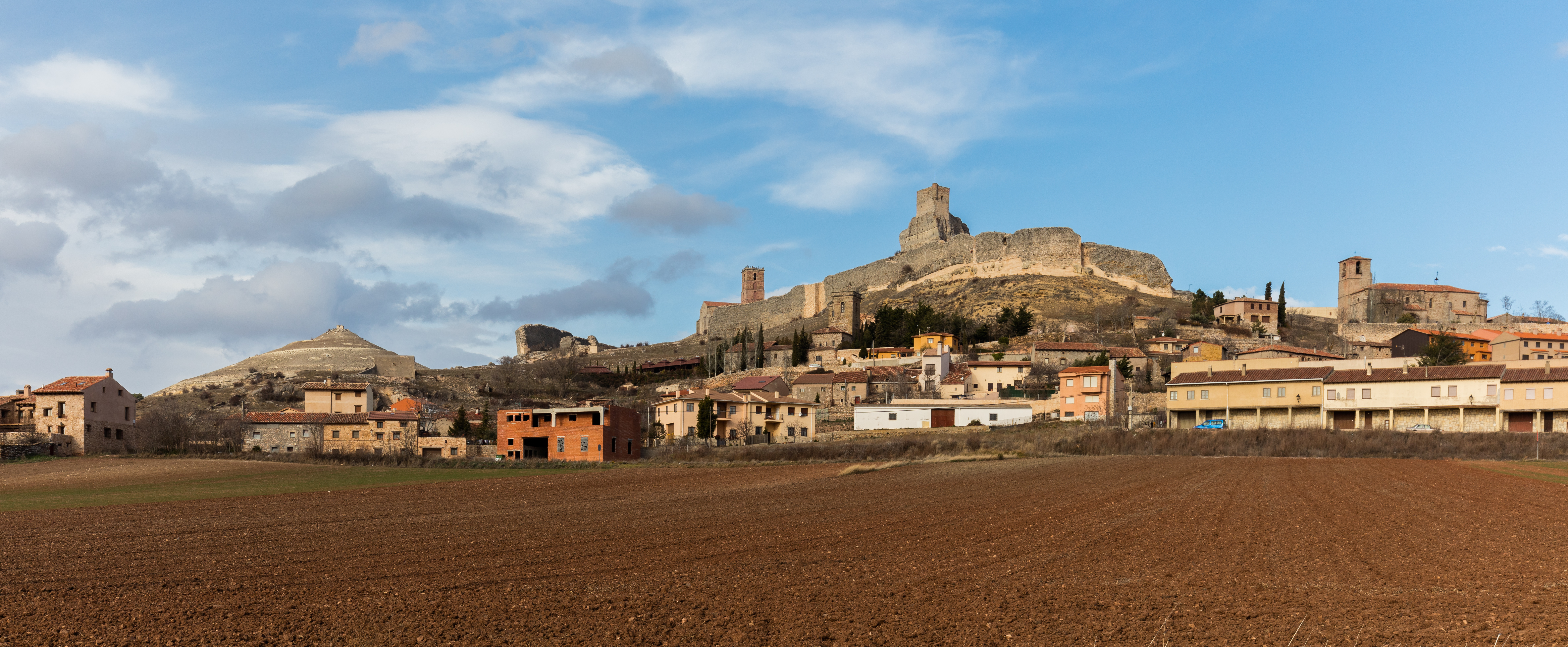
Atienza (Guadalajara)

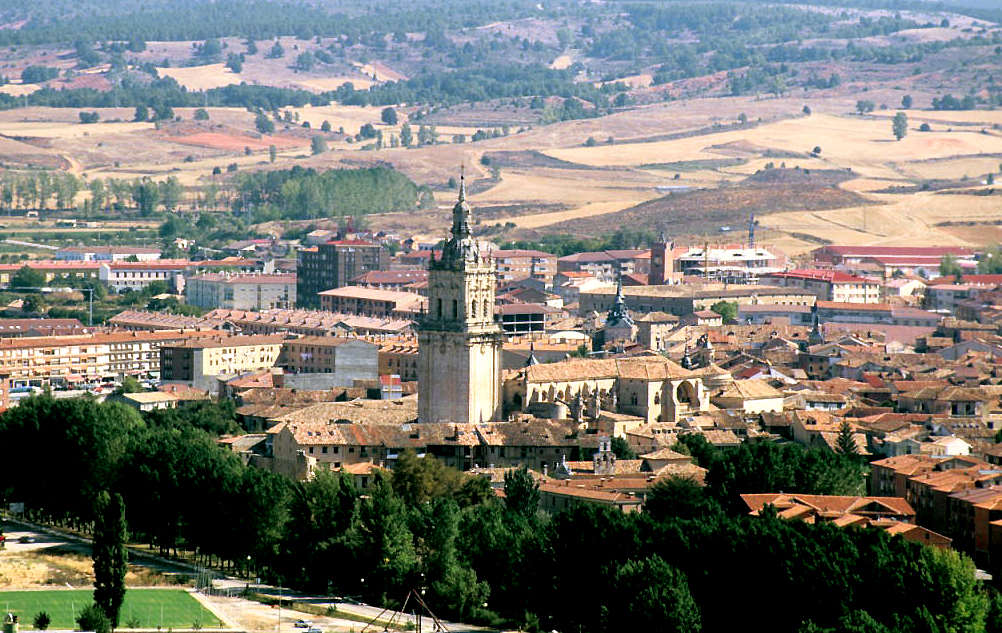
El Burgo de Osma (Soria)

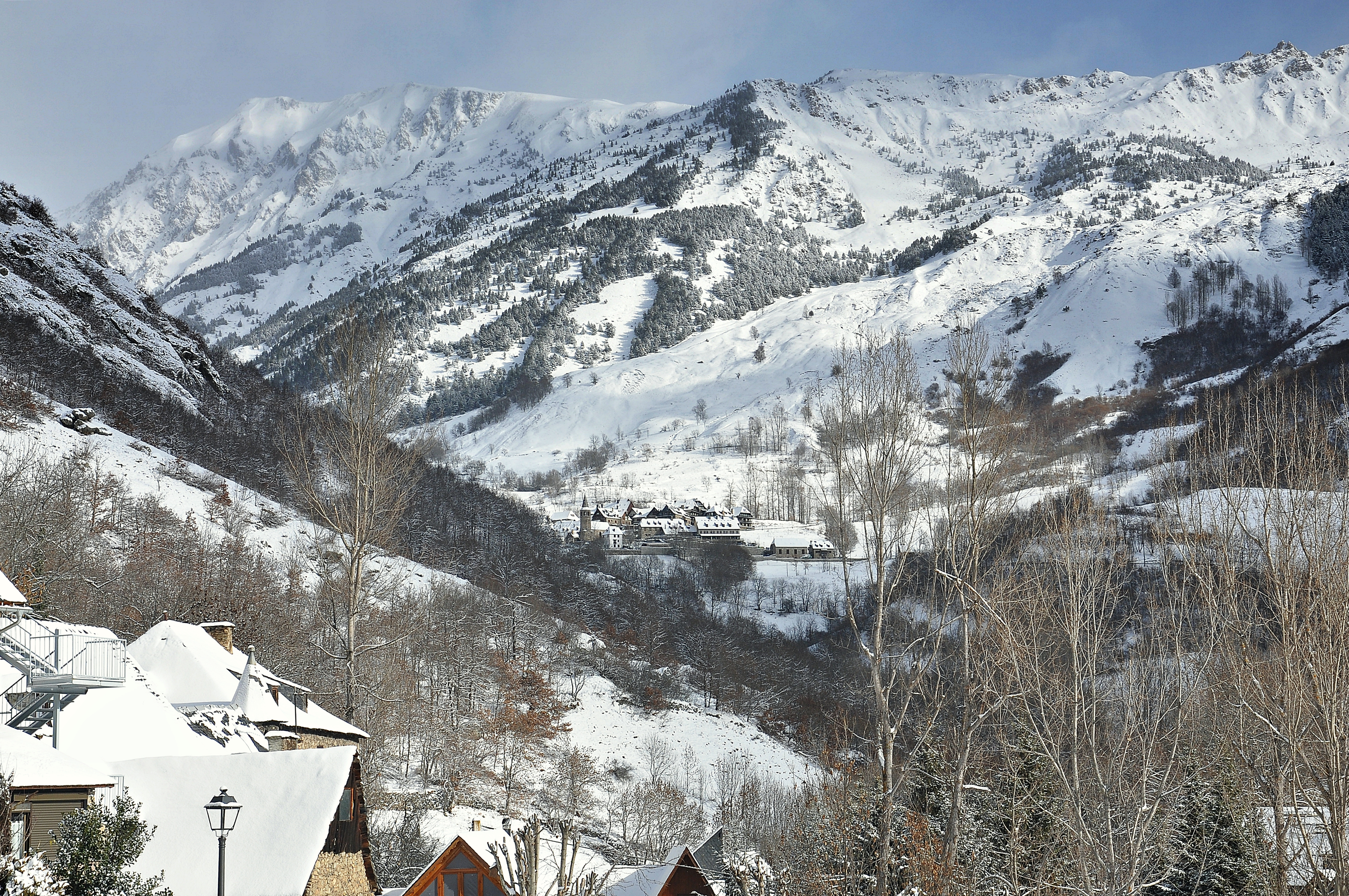
Bagerque (Lleiida)

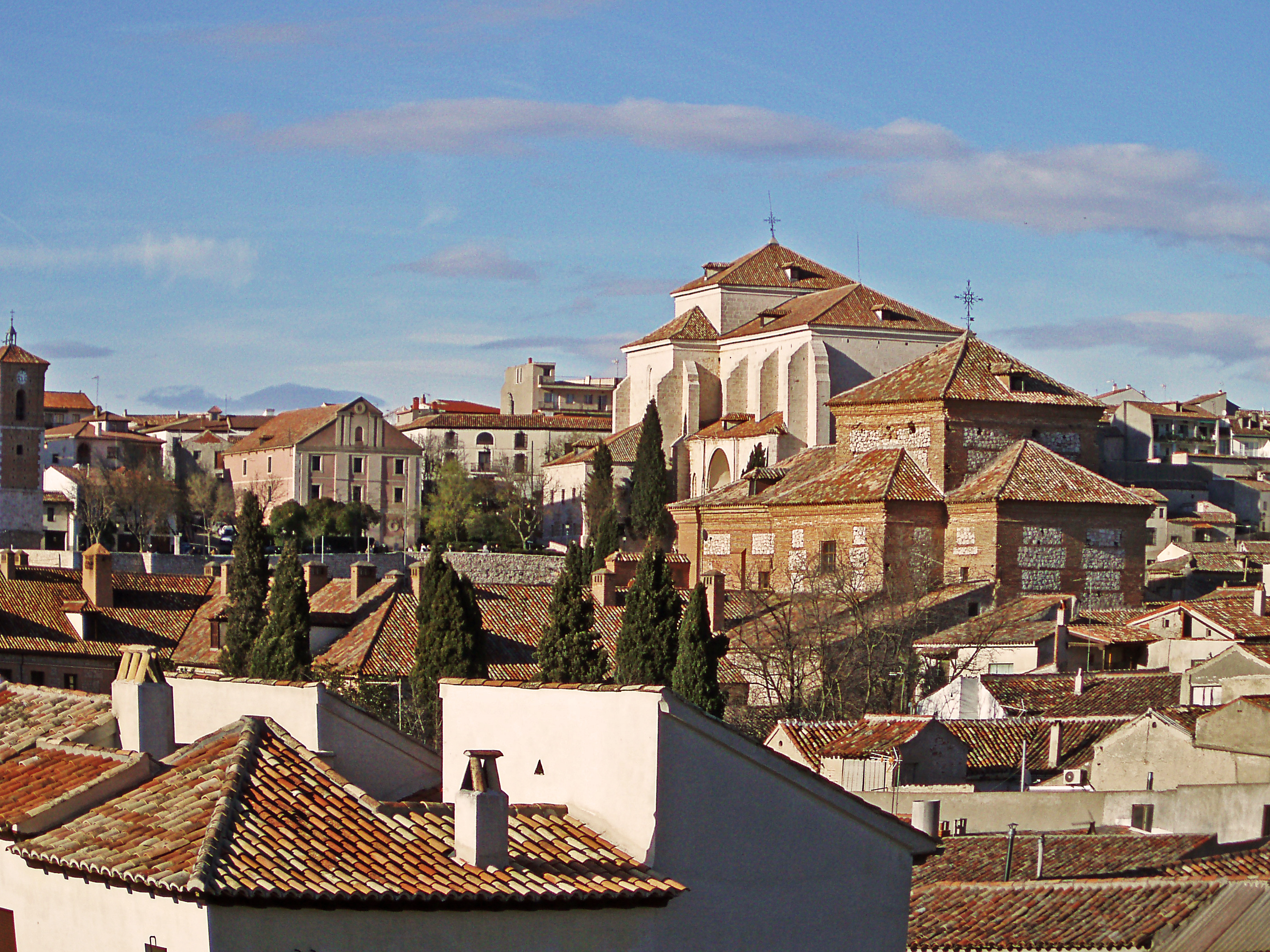
Chinchón (Madrid)

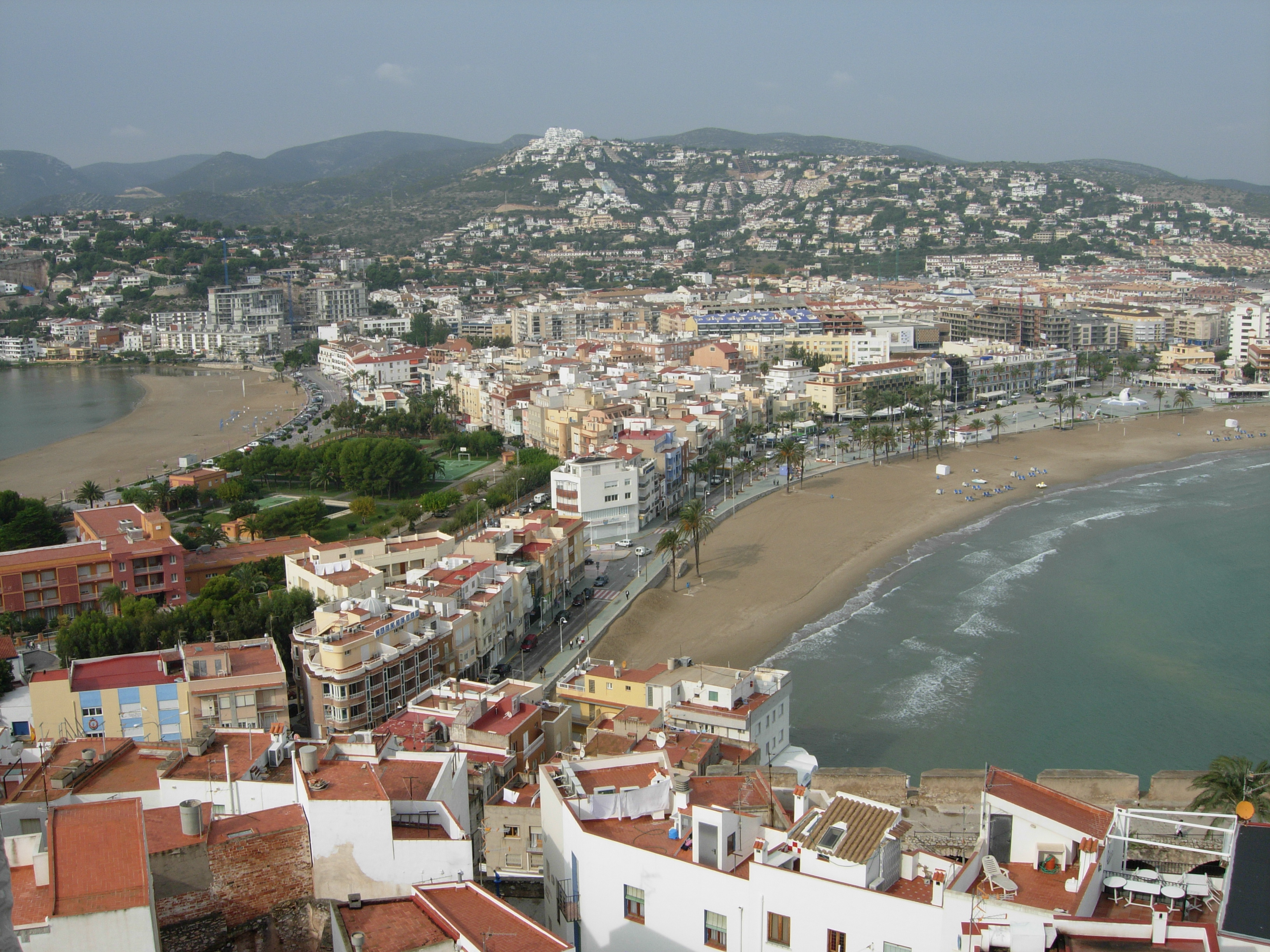
Peñíscola (Castellón)

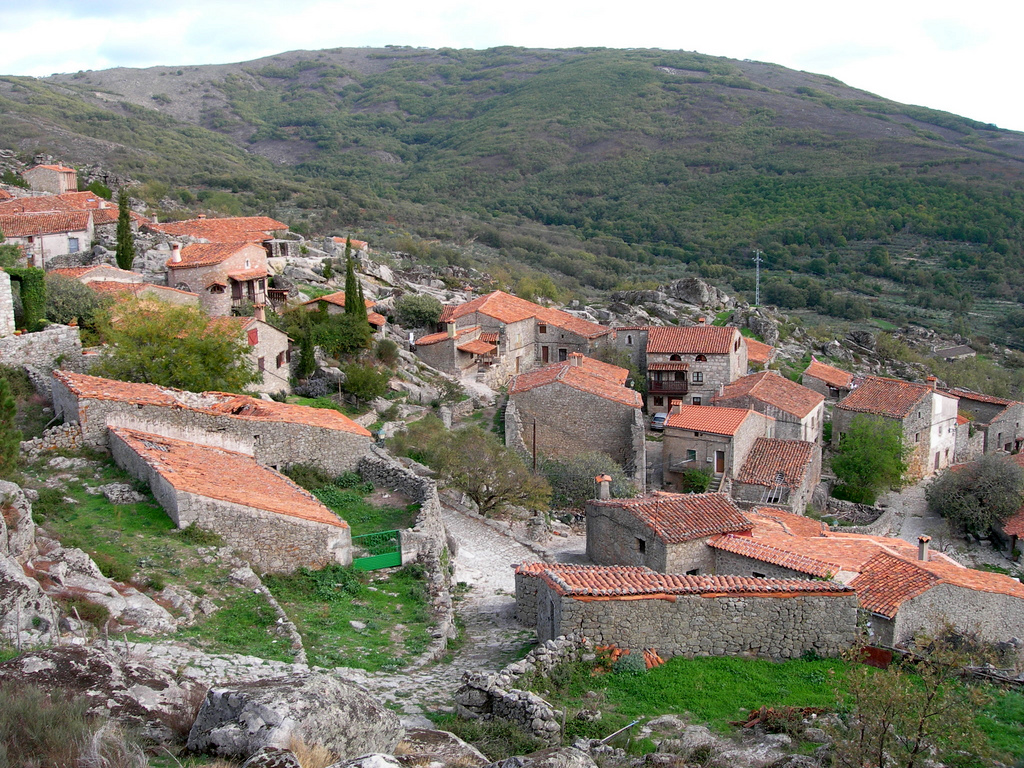
Trevejo (Cáceres)

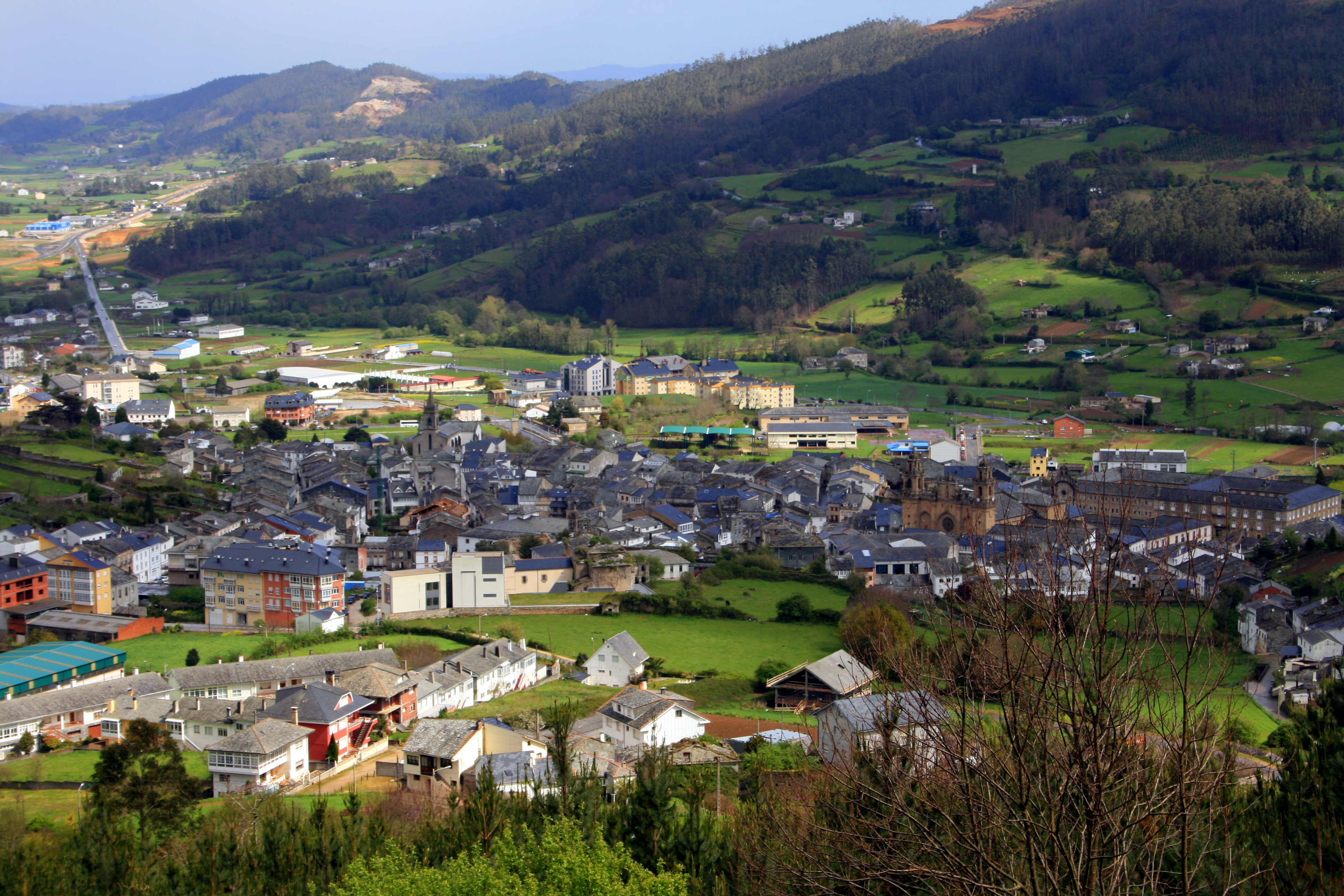
Mondoñedo (Lugo)

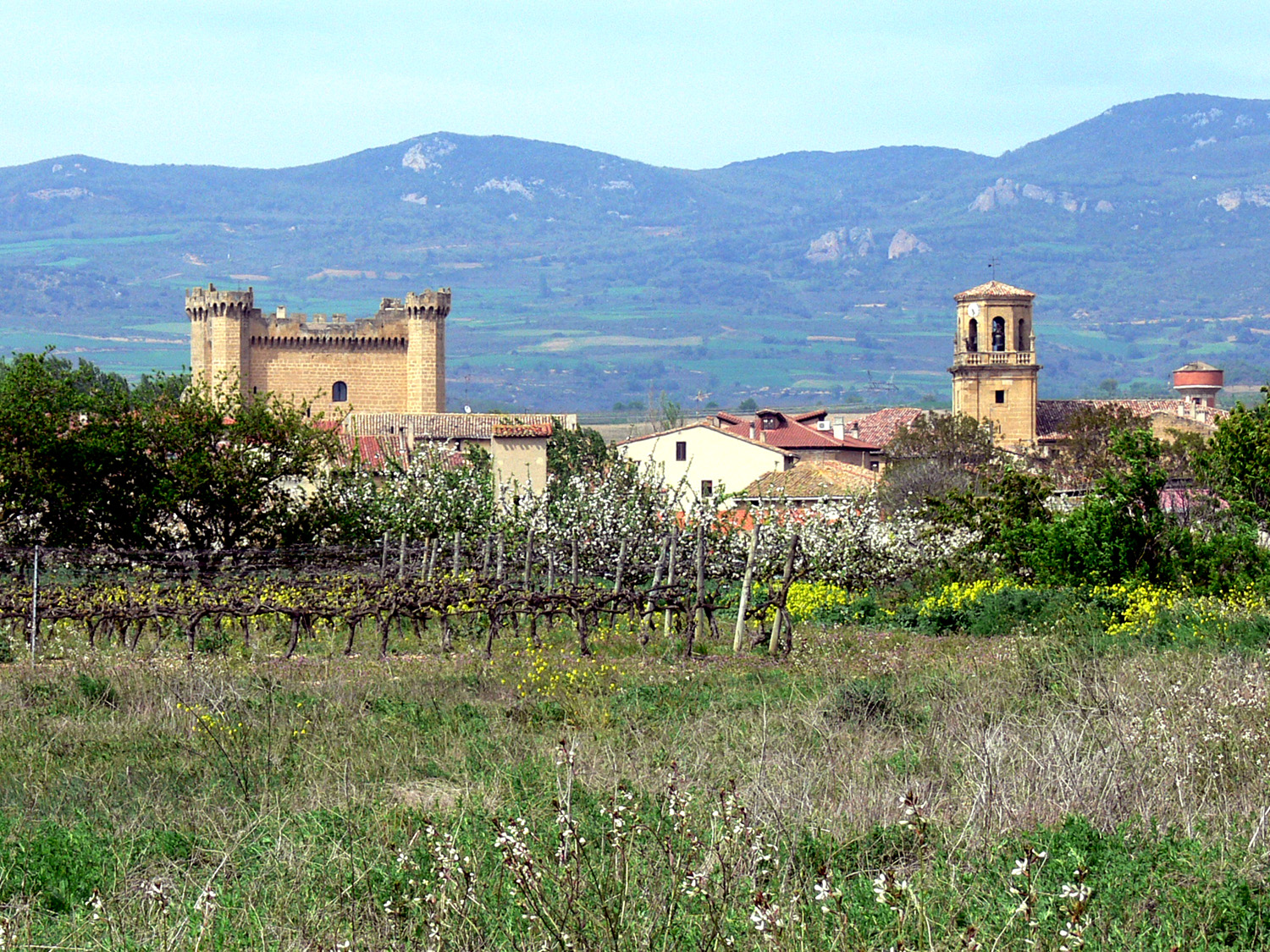
Sajazarra (Rioja)

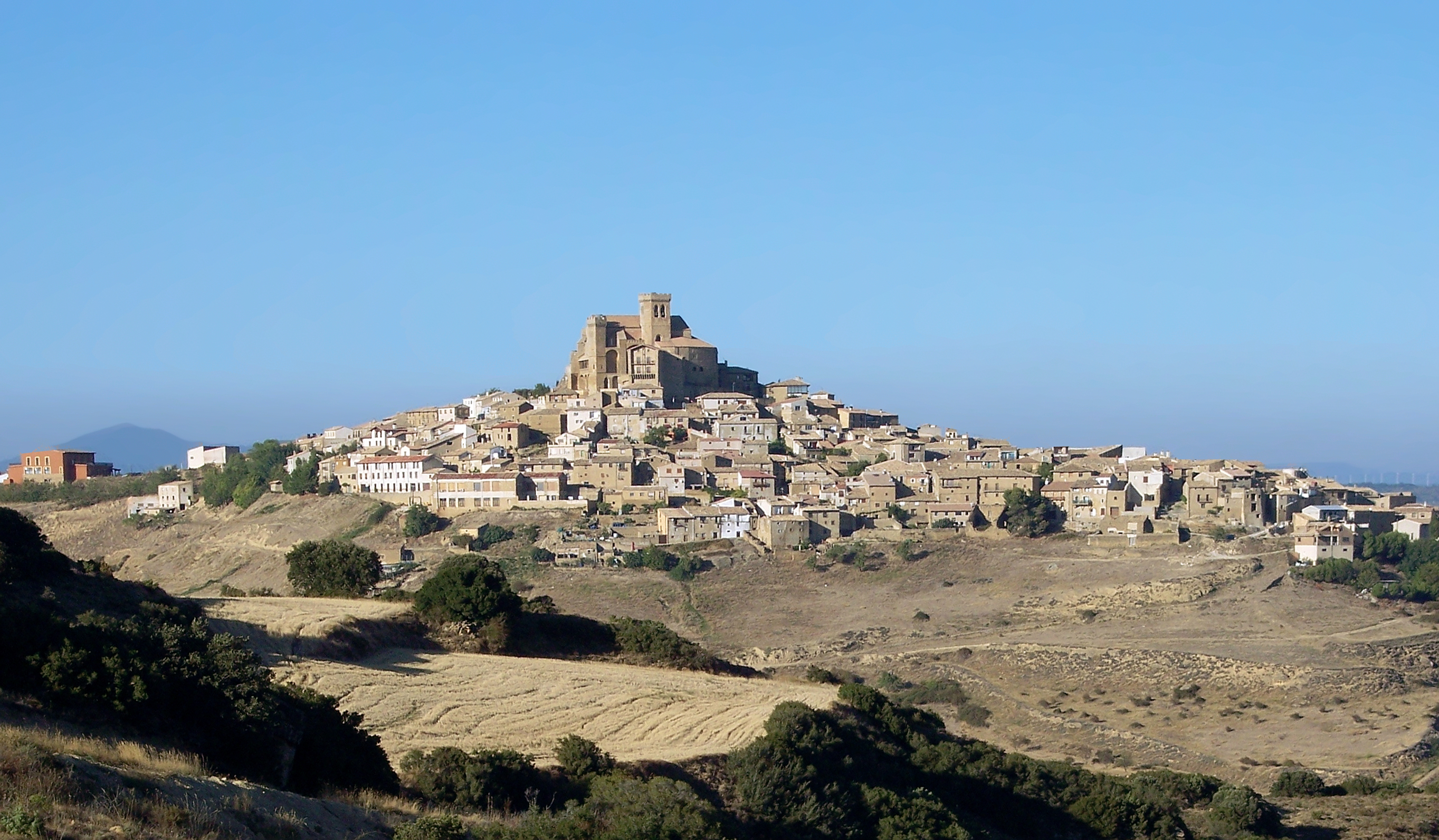
Ujué (Navarra)

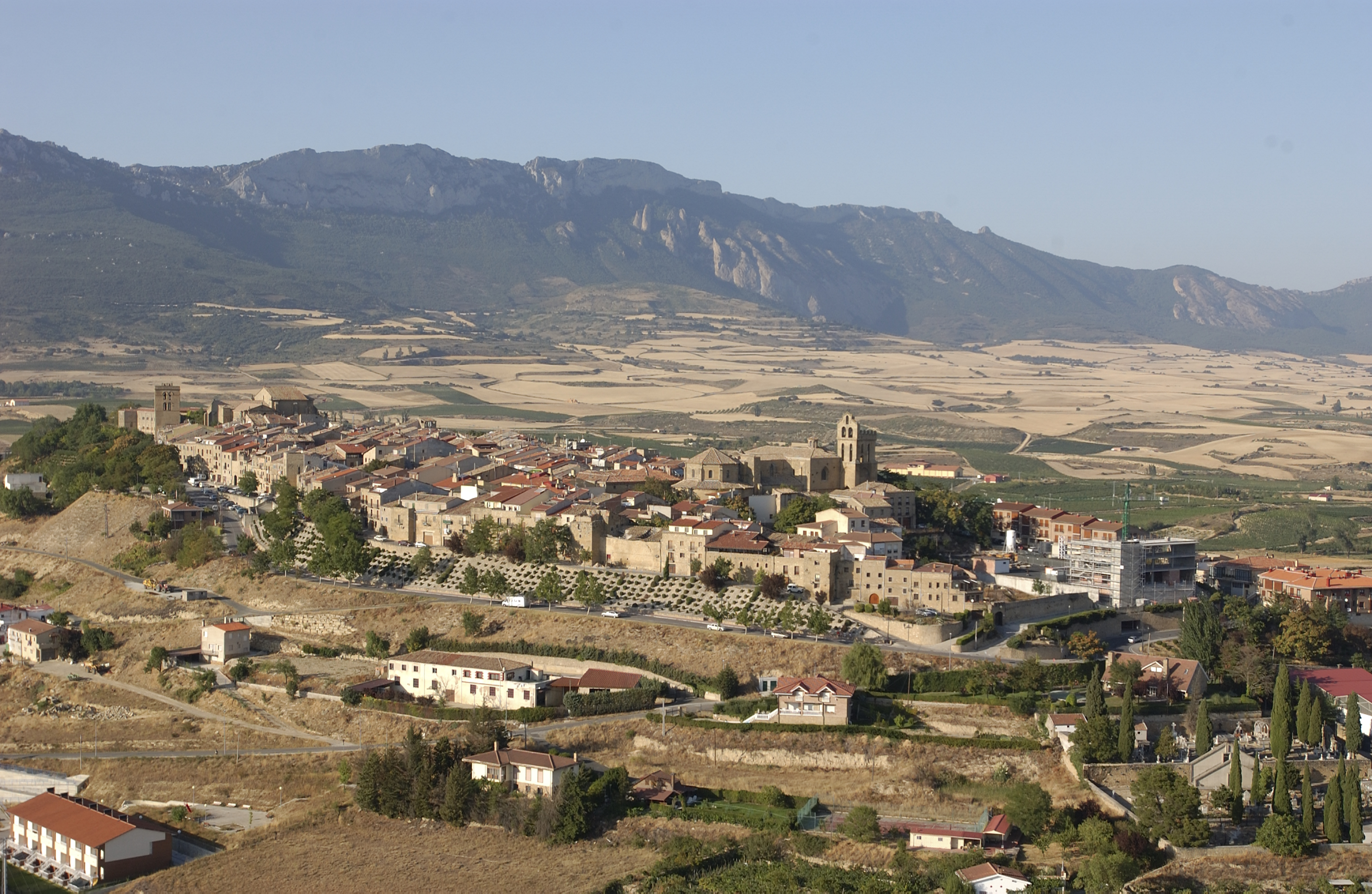
Laguardia (Álava)

Jedes Jahr werden neue Dörfer in die Gemeinschaft aufgenommen. 2024 waren es sieben Dörfer, die hinzukamen; damit gehörten ihr Ende des Jahres 123 Dörfer an.
| Autonome Gemeinschaft | Provinz                | Ort                         | Jahr der Aufnahme |
| --------------------- | ---------------------- | --------------------------- | ----------------- |
| Andalusien            | Almería                | Lucainena de las Torres     | 2013              |
| Andalusien            | Almería                | Mojácar                     | 2013              |
| Andalusien            | Almería                | Níjar                       | 2019              |
| Andalusien            | Cádiz                  | Castellar de la Frontera    | 2020              |
| Andalusien            | Cádiz                  | Grazalema                   | 2017              |
| Andalusien            | Cádiz                  | Setenil de las Bodegas      | 2019              |
| Andalusien            | Cádiz                  | Vejer de la Frontera        | 2014              |
| Andalusien            | Cádiz                  | Zahara de la Sierra         | 2018              |
| Andalusien            | Córdoba                | Zuheros                     | 2016              |
| Andalusien            | Granada                | Bubión                      | 2018              |
| Andalusien            | Granada                | Capileira                   | 2017              |
| Andalusien            | Granada                | Pampaneira                  | 2013              |
| Andalusien            | Granada                | Trevélez                    | 2023              |
| Andalusien            | Huelva                 | Almonaster la Real          | 2018              |
| Andalusien            | Jaén                   | Baños de la Encina          | 2021              |
| Andalusien            | Jaén                   | Segura de la Sierra         | 2018              |
| Andalusien            | Málaga                 | Frigiliana                  | 2015              |
| Andalusien            | Málaga                 | Genalguacil                 | 2021              |
| Andalusien            | Málaga                 | Parauta                     | 2024              |
| Aragón                | Huesca                 | Aínsa                       | 2015              |
| Aragón                | Huesca                 | Alquézar                    | 2015              |
| Aragón                | Huesca                 | Ansó                        | 2015              |
| Aragón                | Huesca                 | Roda de Isábena             | 2019              |
| Aragón                | Teruel                 | Albarracín                  | 2013              |
| Aragón                | Teruel                 | Calaceite                   | 2013              |
| Aragón                | Teruel                 | Cantavieja                  | 2014              |
| Aragón                | Teruel                 | La Fresneda                 | 2024              |
| Aragón                | Teruel                 | Linares de Mora             | 2024              |
| Aragón                | Teruel                 | Mirambel                    | 2018              |
| Aragón                | Teruel                 | Puertomingalvo              | 2013              |
| Aragón                | Teruel                 | Rubielos de Mora            | 2013              |
| Aragón                | Teruel                 | Valderrobres                | 2013              |
| Aragón                | Zaragoza               | Anento                      | 2015              |
| Aragón                | Zaragoza               | Sos del Rey Católico        | 2016              |
| Asturien              | Asturien               | Bulnes                      | 2021              |
| Asturien              | Asturien               | Cudillero                   | 2021              |
| Asturien              | Asturien               | Lastres                     | 2014              |
| Asturien              | Asturien               | Tazones                     | 2019              |
| Asturien              | Asturien               | Torazo                      | 2016              |
| Balearen              | Balearen               | Alcudia                     | 2020              |
| Balearen              | Balearen               | Fornalutx                   | 2017              |
| Balearen              | Balearen               | Pollensa                    | 2020              |
| Baskenland            | Álava                  | Laguardia                   | 2016              |
| Extremadura           | Badajoz                | Jerez de los Caballeros     | 2024              |
| Extremadura           | Badajoz                | Llerena                     | 2024              |
| Extremadura           | Badajoz                | Olivenza                    | 2020              |
| Extremadura           | Cáceres                | Guadalupe                   | 2018              |
| Extremadura           | Cáceres                | Robledillo de Gata          | 2020              |
| Extremadura           | Cáceres                | San Martín de Trevejo       | 2019              |
| Extremadura           | Cáceres                | Trevejo                     | 2024              |
| Extremadura           | Cáceres                | Trujillo                    | 2016              |
| Extremadura           | Cáceres                | Valverde de la Vera         | 2021              |
| Galicien              | La Coruña              | Pontemaceira                | 2020              |
| Galicien              | Ourense                | Castro Caldelas             | 2018              |
| Galicien              | Lugo                   | Mondoñedo                   | 2018              |
| Kanarische Inseln     | Las Palmas             | Betancuria                  | 2020              |
| Kanarische Inseln     | Las Palmas             | Teguise                     | 2020              |
| Kanarische Inseln     | Las Palmas             | Tejeda                      | 2015              |
| Kanarische Inseln     | Santa Cruz de Tenerife | Agulo                       | 2021              |
| Kanarische Inseln     | Santa Cruz de Tenerife | Garachico                   | 2021              |
| Kantabrien            | Kantabrien             | Bárcena Mayor               | 2015              |
| Kantabrien            | Kantabrien             | Comillas                    | 2019              |
| Kantabrien            | Kantabrien             | Liérganes                   | 2016              |
| Kantabrien            | Kantabrien             | Mogrovejo                   | 2020              |
| Kantabrien            | Kantabrien             | Potes                       | 2019              |
| Kantabrien            | Kantabrien             | Santillana del Mar          | 2013              |
| Kastilien-La Mancha   | Albacete               | Alcalá del Júcar            | 2014              |
| Kastilien-La Mancha   | Albacete               | Letur                       | 2024              |
| Kastilien-La Mancha   | Ciudad Real            | Almagro                     | 2015              |
| Kastilien-La Mancha   | Ciudad Real            | Villanueva de los Infantes  | 2017              |
| Kastilien-La Mancha   | Guadalajara            | Atienza                     | 2020              |
| Kastilien-La Mancha   | Guadalajara            | Hita                        | 2017              |
| Kastilien-La Mancha   | Guadalajara            | Pastrana                    | 2020              |
| Kastilien-La Mancha   | Guadalajara            | Valverde de los Arroyos     | 2013              |
| Kastilien und León    | Ávila                  | Bonilla de la Sierra        | 2019              |
| Kastilien und León    | Burgos                 | Caleruega                   | 2017              |
| Kastilien und León    | Burgos                 | Castrojeriz                 | 2023              |
| Kastilien und León    | Burgos                 | Covarrubias                 | 2017              |
| Kastilien und León    | Burgos                 | Frías                       | 2014              |
| Kastilien und León    | Burgos                 | Lerma                       | 2018              |
| Kastilien und León    | Burgos                 | Poza de la Sal              | 2024              |
| Kastilien und León    | Burgos                 | Puentedey                   | 2022              |
| Kastilien und León    | León                   | Castrillo de los Polvazares | 2020              |
| Kastilien und León    | León                   | Molinaseca                  | 2021              |
| Kastilien und León    | León                   | Peñalba de Santiago         | 2016              |
| Kastilien und León    | Palencia               | Ampudia                     | 2024              |
| Kastilien und León    | Salamanca              | Candelario                  | 2015              |
| Kastilien und León    | Salamanca              | Ciudad Rodrigo              | 2016              |
| Kastilien und León    | Salamanca              | La Alberca                  | 2014              |
| Kastilien und León    | Salamanca              | Ledesma                     | 2018              |
| Kastilien und León    | Salamanca              | Miranda del Castañar        | 2017              |
| Kastilien und León    | Salamanca              | Mogarraz                    | 2014              |
| Kastilien und León    | Segovia                | Ayllón                      | 2013              |
| Kastilien und León    | Segovia                | Maderuelo                   | 2013              |
| Kastilien und León    | Segovia                | Pedraza                     | 2014              |
| Kastilien und León    | Segovia                | Sepúlveda                   | 2016              |
| Kastilien und León    | Soria                  | Berlanga de Duero           | 2024              |
| Kastilien und León    | Soria                  | El Burgo de Osma            | 2023              |
| Kastilien und León    | Soria                  | Medinaceli                  | 2013              |
| Kastilien und León    | Soria                  | Monteagudo de las Vicarías  | 2020              |
| Kastilien und León    | Soria                  | Vinuesa                     | 2020              |
| Kastilien und León    | Soria                  | Yanguas                     | 2017              |
| Kastilien und León    | Valladolid             | Urueña                      | 2014              |
| Kastilien und León    | Zamora                 | Puebla de Sanabria          | 2017              |
| Katalonien            | Girona                 | Beget                       | 2021              |
| Katalonien            | Lleida                 | Arties                      | 2023              |
| Katalonien            | Lleida                 | Bagergue                    | 2019              |
| Katalonien            | Lleida                 | Durro                       | 2023              |
| Katalonien            | Lleida                 | Garòs                       | 2023              |
| Madrid                | Madrid                 | Chinchón                    | 2017              |
| Madrid                | Madrid                 | Nuevo Baztán                | 2021              |
| Navarra               | Navarra                | Roncal/Erronkari            | 2021              |
| Navarra               | Navarra                | Ujué                        | 2017              |
| Rioja                 | Rioja                  | Briones                     | 2018              |
| Rioja                 | Rioja                  | Sajazarra                   | 2017              |
| Rioja                 | Rioja                  | Viniegra de Abajo           | 2019              |
| Rioja                 | Rioja                  | Viniegra de Arriba          | 2019              |
| Valencia              | Alicante               | Guadalest                   | 2015              |
| Valencia              | Castellón              | Culla                       | 2020              |
| Valencia              | Castellón              | Morella                     | 2013              |
| Valencia              | Castellón              | Peñíscola                   | 2013              |
| Valencia              | Castellón              | Vilafamés                   | 2015              |

## Regelmäßige Veranstaltungen der Vereinigung

### Generalversammlung

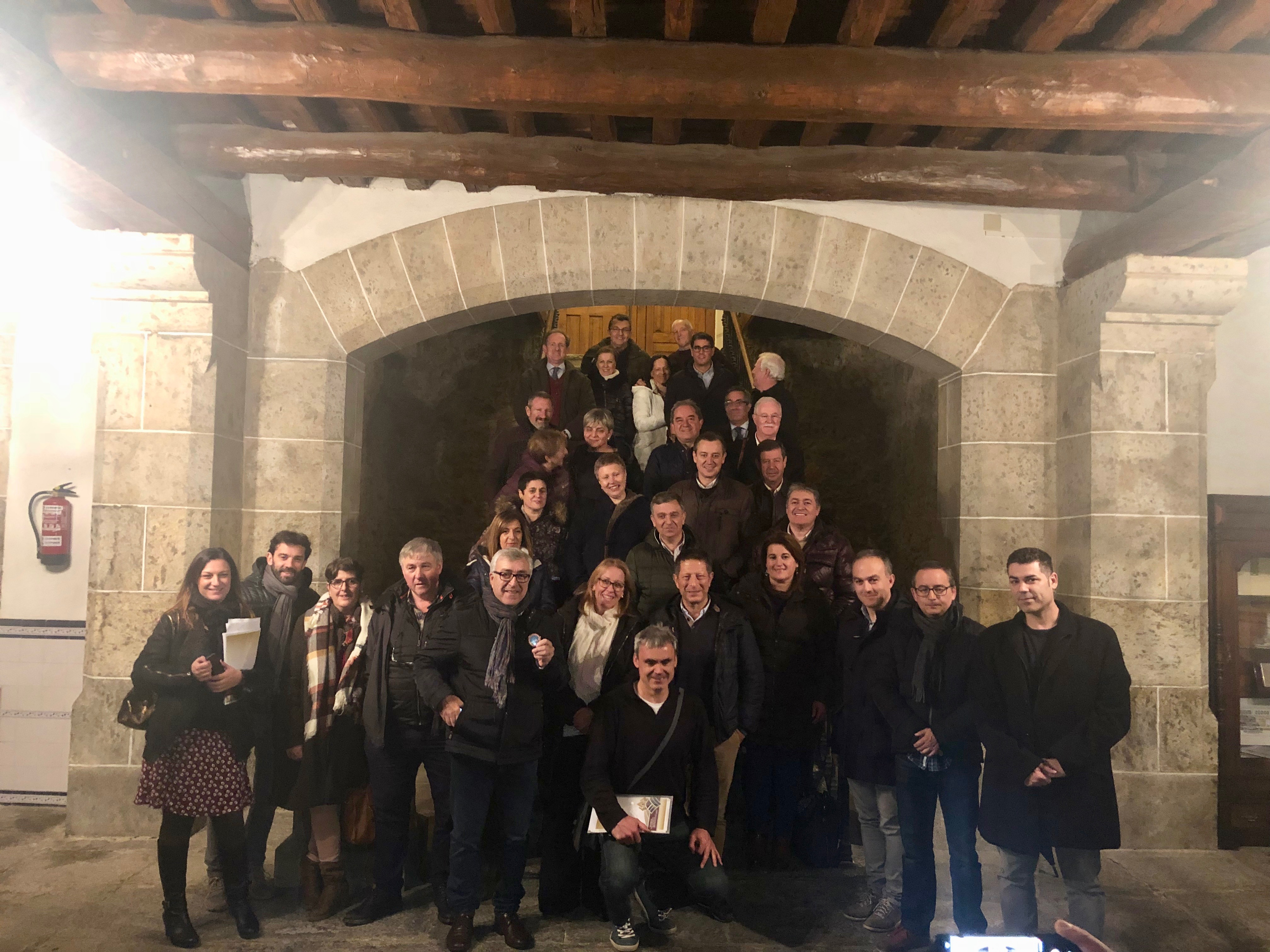
Generalversammlung der Vereinigung, 2018

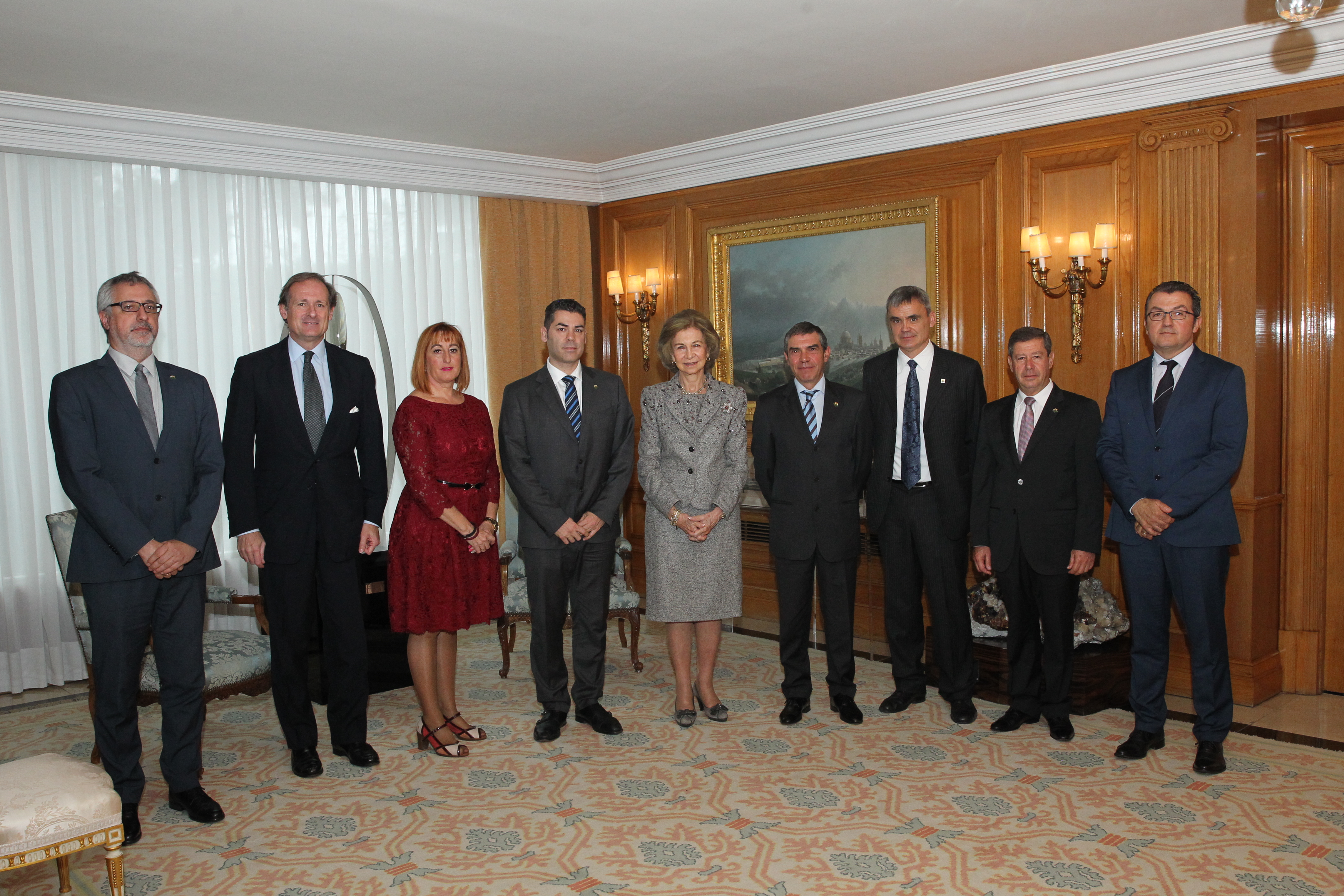
Empfang von Vertretern der Vereinigung durch Königin Sofía im Palacio de la Zarzuela

Bei der Generalversammlung im Dezember werden die Orte ausgewählt und verkündet, die neu in die Vereinigung aufgenommen werden. Jährlich bewerben sich in der Regel 20–25 Orte, um die 10 werden meist aufgenommen, bei starken Schwankungen.

### Tag derPueblos más bonitos de España
Jedes Jahr Anfang Oktober wird der Tag der Pueblos más bonitos gefeiert. An diesem Tag wird an den Rathäusern der beteiligten Orte die Fahne der Vereinigung gehisst. In vielen der Orte ist es ein Tag der offenen Tür. Touristische und kulturelle Angebote werden kostenlos angeboten. Es werden Manifeste zur Erhaltung der Schönheit verlesen, die eine wesentliche Voraussetzung für eine bessere Zukunft sei.
Beispielsweise waren die Themen des Manifests von 2024:
- Gerechte und nachhaltige Wirtschaftspolitik;
- Unterstützung des primären Sektors;
- Qualität- und respektvoller Tourismus;
- Wiederbelebung der lokalen Wirtschaft;
- Verteidigung der ländlichen Erziehung und Kultur.